# Schienennetz

Deutsches Schienennetz

Als Schienennetz (oder Eisenbahnnetz) wird im Verkehrswesen das Netzwerk von Eisenbahnstrecken in einem bestimmten Verkehrsraum bezeichnet.

## Allgemeines
Präziser ist der Begriff Eisenbahnnetz, weil eine „Schiene“ nur ein Teil eines Gleises als Fahrweg darstellt und der Begriff auch für Streckennetze anderer schienengebundener Verkehrssysteme (wie Straßenbahnen oder Werksbahnen) benutzt wird. Als Verkehrsraum gilt eine begrenzte Region, meist ein Staat. Das Schienennetz gehört neben dem Straßennetz zur Verkehrsinfrastruktur des Landverkehrs; zu weiteren Verkehrsnetzen gehören im Wasserverkehr das Wasserstraßennetz und im Luftverkehr das Luftstraßennetz.

## Arten
Allgemein wird zwischen Schienenpersonenverkehr und Schienengüterverkehr unterschieden:
- Der Schienenpersonenverkehr wird von Personenzügen durchgeführt, die an Personenbahnhöfen halten.
- Der Schienengüterverkehr wird von Güterzügen übernommen, die an spezifischen Güterbahnhöfen oder Containerbahnhöfen umgeschlagen werden.

Personen- und Güterverkehr werden im Regelfall über dasselbe Schienennetz abgewickelt, wobei meist eigene Bahnhöfe benutzt werden.

## Netzwerk
Schienennetze bilden den wichtigsten Teil der Verkehrsinfrastruktur im Schienenverkehr. Sie entstehen, wenn Bahnhöfe durch mehrere Gleise miteinander verbunden werden und mehrere Gleise untereinander verbunden sind (durch Gleisanschlüsse, Gleiskreuzungen, Weichen), so dass der Endbahnhof einer einzelnen Gleisstrecke auch durch Benutzung eines anderen Gleises, das einen anderen Endbahnhof hat, erreicht werden kann. Schienennetze verbinden eine Vielzahl von Ortschaften durch Verkehrsverbindungen. Die Streckennetze für den Personenverkehr werden meistens im Taktverkehr betrieben und in Linien (mit Liniennummer) eingeteilt. Die Netzstruktur wird durch den Liniennetzplan dargestellt. Zum Schienennetz gehört die systematische Einteilung in Verkehrsarten (Nahverkehr und Fernverkehr) und seine Benutzung durch unterschiedliche Wagenklassen.
Folgende Teilnetze werden unterschieden:
- Nahverkehrsnetz: Regionalbahn-, Stadtbahn-, Straßenbahnnetz, U-Bahn-Netz,
- Fernverkehrsnetz: Hochgeschwindigkeitsnetz,
- Güterverkehrsnetz.

In der Verkehrsstatistik werden die regionalen Teilnetze (Straßenbahn, Stadtbahn oder U-Bahn) nicht erfasst.
Das deutsche Schienennetz besteht überwiegend aus Mischbetriebsstrecken, die von verschiedenen Verkehrsarten mit unterschiedlichen Fahrgeschwindigkeiten genutzt werden. Auf derselben Strecke fahren sowohl langsame Züge des Schienenpersonennahverkehrs, Güterzüge mit mittlerer Geschwindigkeit als auch Hochgeschwindigkeitszüge des Fernverkehrs, wodurch gegenseitige Behinderungen nicht ausbleiben. Schnelle Züge laufen auf langsamere Züge auf und werden von diesen „ausgebremst“; ein Überholen – sofern möglich – kostet für beide Züge viel Zeit.
Das nationale Gleisnetz ist im Regelfall mit dem Schienennetz von Nachbarstaaten verbunden, wodurch Schienennetze internationalen Charakter erhalten (wie der Eurostar International oder der Venice-Simplon-Orient-Express).

## Kombinierter Verkehr
Typische Umschlagplätze für den kombinierten Verkehr sind Personen- und Güterbahnhöfe. Hier können Passagiere und/oder Frachtgut vom Personenzug oder Güterzug auf den Straßen-, Wasser- oder Luftverkehr umgeschlagen werden oder umsteigen. Meist dient der Schienenpersonenverkehr oder Schienengüterverkehr als Hauptlauf, während die anderen Verkehrsträger als Vor- oder Nachlauf fungieren.

## Deutschland, Österreich und die Schweiz
In der Verkehrsstatistik werden auch die Schienennetze erfasst. Die Länge der Schienennetze in den DACH-Ländern listet folgende Tabelle (Stand 2020):
| Staat       | Länge (in km) | Netzdichte (in m/km²) |
| ----------- | ------------- | --------------------- |
| Deutschland | 33.399        | 93,401                |
| Österreich  | 5.639         | 67,225                |
| Schweiz     | 5.196         | 125,857               |

## Statistik
Die längsten Schienennetze weltweit ergeben sich aus folgender Tabelle:
| Staat               | Eisenbahnnetz (in km) | Netzdichte (in m/km²) |
| ------------------- | --------------------- | --------------------- |
| Vereinigte Staaten  | 293.564               | 29,853                |
| Volksrepublik China | 124.000               | 12,920                |
| Russland            | 85.513                | 5,001                 |
| Kanada              | 77.932                | 7,805                 |
| Indien              | 67.368                | 20,493                |
| Argentinien         | 36.917                | 13,277                |
| Deutschland         | 33.399                | 93,401                |
| Australien          | 33.343                | 4,307                 |
| Brasilien           | 29.850                | 3,505                 |
| Frankreich          | 29.640                | 46,039                |

Die absolute Gleislänge ist wenig aussagekräftig, weil tendenziell Flächenstaaten größere Schienennetze aufweisen als Mittel- oder Kleinstaaten. Deshalb sagt die Netzdichte aus, wie viel Meter (m) Schienen auf einen Quadratkilometer (km²) Staatsfläche entfallen. Die längsten Schienennetze haben tendenziell die Flächenstaaten (USA, China, Russland, Kanada), die höchste Netzdichte der in der Tabelle aufgeführten Staaten ist in Deutschland vorhanden.

## Wirtschaftliche Aspekte
In der Volkswirtschaftslehre wird diskutiert, dass es bei Allmendegütern wie Straßen, Wäldern und Gewässern zur Übernutzung (Verkehrsinfarkt im Straßennetz, Überweidung von Agrarflächen, Überfischung der Weltmeere, Überjagung der Tierwelt) kommen kann, weil für deren Nutzung keine oder zu geringe Marktpreise verlangt werden (Tragik der Allmende). Im Verkehrsstau ist eine Übernutzung der Verkehrsnetze zu sehen. Das – ursprünglich – öffentliche Gut Straße wird beim Verkehrsstau zum Allmendegut und zu einem Klubgut dann, wenn sie verkehrsarm ist und der Verkehrsteilnehmer eine Maut entrichten muss. Schließlich wird sie bei Verkehrsstau und Mautgebühr sogar zu einem privaten Gut. Beim Schienennetz – dessen Netzzugang nur Eisenbahnunternehmen gestattet ist – kann beobachtet werden, dass die Verdichtung der Zugfolge zu einer höheren Verkehrsdichte auf Gleisen führt, was eine der Ursachen für Verspätungen darstellt. In der Netzwerkökonomie gelten Verspätungen als Netzstörung.